# Мајка Вукосава пише говор
„Мајка Вукосава пише говор” је југословенски ТВ филм из 1983. године. Режирао га је Арса Милошевић а сценарио је написао Звонимир Костић.

## Улоге
| Глумац           | Улога           |
| ---------------- | --------------- |
| Рада Ђуричин     | Вукосава, мајка |
| Светислав Гонцић | Стевица, син    |
| Тома Курузовић   | Вукосавин кум   |